# جوشوا لیکا برنر
جوشوا لیکا برنر (به انگلیسی: Joshua Ilika Brenner) (زادهٔ ۱۴ سپتامبر ۱۹۷۶) شناگر اهل مکزیک است.